# Dollar
Dollar (gael. Dolar) – miasto w środkowej Szkocji, w hrabstwie Clackmannanshire, położone u podnóża wzgórz Ochil, na północnym brzegu rzeki Devon. W 2011 roku liczyło 2717 mieszkańców.
Nad miastem górują ruiny XV-wiecznego zamku Campbell. Miasto zostało zniszczone podczas wojny domowej w 1645 roku przez wojska Jamesa Grahama, markiza Montrose. W XVIII wieku miasto stało się ośrodkiem wydobycia ołowiu, miedzi, żelaza i węgla (ostatnią kopalnię zamknięto w 1973 roku) oraz przemysłu włókienniczego. W 1818 roku w mieście założona została szkoła Dollar Academy.
Znajduje się tu muzeum poświęcone lokalnej historii.